# Eilean Dubh Mòr
Eilean Dubh Mòr (gran illa negra en gaèlic) és una petita illa deshabitada de les Hèbrides Interiors, situada al nord-oest d'Escòcia. Està ubicada a la boca del Firth of Lorne, entre les illes de Lunga i Garbh Eileach.